# RFactor
rFactor es un videojuego de automovilismo virtual creado por Image Space Incorporated (ISI), empresa que ha creado simuladores de carreras desde principios de los 90. Su motor gráfico gMotor2 está basado en el de su anterior título lanzado por EA Sports F1 Challenge 99-02. El simulador al carecer de licencias oficiales trae una serie de circuitos y vehículos ficticios con la finalidad de poder ser modificable por parte de comunidades independientes a Image Space Incorporated.

## Aspectos del juego

### Jugabilidad
El juego se puede jugar tanto en modo pantalla completa como en modo ventana. El menú inicial consta de un menú a la izquierda con tres categorías que componen el lema de rFactor :
Customize es el apartado para configurar todos los aspectos del juego, desde los parámetros de juego, como física, reglamentos, a configuraciones de hardware.
Control es el modo offline y de un único jugador del juego en el que se pueden disputar pruebas en pista, fines de semana de carreras o campeonatos completos.
Connect es el modo en línea y muestra todas las partidas en línea que se están celebrando en el momento con la posibilidad de unirse a ellas. Aunque también puede darse el caso de que estas sean privadas.

### Conducción
rFactor tiene una interfaz muy completa mientras conducimos tanto en modo offline como en el en línea, permite al jugador controlar todos los aspectos de su setup mecánico (estado de neumáticos, temperatura, presiones, etc ), chatear con otros jugadores, etc.
El vehículo del jugador se puede ver desde múltiples ángulos de cámara.
El vehículo se controla mejor con un volante, tanto el Teclado, Gamepad también pueden ser usados. EL teclado se usa en algunas funciones como el servicio de pits y ajuste de los frenos.

### Físicas
rFactor hace uso de un modelo avanzado de modelo de físicas de ruedas: Pacejka, un modelo de simulación de ruedas basado en la temperatura y composición de ésta.

### Vehículos
El juego tiene 2 clases de vehículos: Open Wheel Challenge y autos sedanes. En el Open Whel Challenge los autos son monoplazas, se incluyen vehículos de entrenamiento de 50hp, autos tipo F3, y tipo F1 (llamados FormulaISI). Los sedanes son del rango de un compacto pero deportivo estilo BMW y Musculosos americanos, también se incluyen stock cars. 
También se incluyó en 2006 el BMW Sauber F1.06 en un acuerdo entre Intel e Image Space Incorporated, el acuerdo fue específicamente la promoción del procesador Intel Core 2, los respectivos autos del 2007 y 2008 se lanzaron como añadidos oficiales.

### Circuitos
En su lanzamiento inicial se incluyeron solo 5 ficticios con un total de 10 trazados, incluyendo algunas en reversa. Estos son Orchard Lake (óvalo y circuito permanente), Mills Park y Toban Raceway (circuitos permanentes), Joesville Runabout (óvalo corto), Sardian Heights (circuito callejero), Essington Park, Lienz (circuito de montaña y pista de rally) Jacksonville (superovalo peraltado). Pistas reales pero con nombres ficticios se agregaron al juego como parte de una actualización lanzada el 2006 como Barcelona, Brianza, Norhamptonshire, y Nueburg.

## Mods
Una cantidad constante de mods no oficiales se ha puesto disponible. Uno de los primeros fue un vehículo de F3, que se hizo muy popular por algún tiempo y luego fue incluido oficialmente en el juego, con una marca ficticia. Muchas modificaciones más fueron puestos en libertad, incluidos los que recrea temporadas de la Fórmula 1, NASCAR, IndyCar, V8 Supercars, etc. Con el lanzamiento del SDK de nuevas sedes se crearon y publicado como addons no oficiales al juego. En circuitos muchos de ellos son convertidos de otros juegos, como GTR, GT Legends, TOCA Race Driver, Grand Prix 4 y Grand Prix Legends.

## Secuela
rFactor 2 fue lanzado en 2013, y posee mejoras en el desgaste no homogéneo de ruedas tanto en físicas como visualmente y el control de clima en carrera.